# Cantó de Troyes-5
El cantó de Troyes-5 és un cantó francès del departament de l'Aube, situat al districte de Troyes. Compta amb part del municipi de Troyes.

## Història
| Data d'elecció                           | Identitat       | Partit                 | Qualitat |
| ---------------------------------------- | --------------- | ---------------------- | -------- |
| 1973-1992                                | André Beury     | Centrista, després UDF |          |
| 1992-2004                                | Albert Danilo   | PS                     |          |
| 2004-                                    | Sibylle Bertail | UMP                    |          |
| les dades anteriors no són pas conegudes |                 |                        |          |
|                                          |                 |                        |          |